# Sheykh Ali
Sheykh Ali är ett distrikt i Afghanistan. Det ligger i provinsen Parwan, i den nordöstra delen av landet, 80 kilometer nordväst om huvudstaden Kabul.
Distriktet beräknades år 2022 ha cirka 29 000 invånare.